# Kenneth Thomson, 2. Baron Thomson of Fleet
Kenneth Roy Thomson, 2. Baron Thomson of Fleet (* 1. September 1923 in Toronto, Ontario; † 12. Juni 2006 ebenda) war ein kanadischer Geschäftsmann, Kunstsammler und Mäzen.

## Leben
Ken Thomson war das dritte Kind und der einzige Sohn von Roy Herbert Thomson, 1. Baron Thomson of Fleet (1894–1976), dem Gründer von The Thomson Corporation. Während des Zweiten Weltkriegs diente er in der Royal Canadian Air Force. Danach studierte er an der University of Cambridge und stieg nach seinem Abschluss in das elterliche Mediengeschäft ein.
Thomson sr. entwickelte von einer kleinen Radiostation im nördlichen Ontario aus die dominierende Pressegruppe Kanadas. Später investierte er in Nordseeöl (1971–1989) und Reise-Agenturen, erwarb Anteile an der Hudson’s Bay Company (HBC) und der Londoner Times (1967–1981). Kenneth Thomson erwarb 1979 die Anteilsmehrheit von der Hudson’s Bay Company. Von 1976 bis 2002 leitete er die Thomson Corporation und war bis zu seinem Tod der größte Anteilseigner mit einem Anteil von 69 Prozent. Seit 1980 ist die führende Tageszeitung Kanadas, The Globe and Mail, das Leitmedium der Mediengruppe von Thomson Corporation bzw. von deren Mediengruppe Bell Globemedia.
Thomson führte die Umwandlung und Erweiterung der Familien-Holding zu einem marktbeherrschenden Anbieter von elektronischen Informationen und Dienstleistungen weiter. Unter vielen anderen Datenbanken nehmen WestLaw (Jura), Investest (Finanzen) und workopolis (Arbeitsangebote) eine führende Position auf dem Markt der E-Information ein. Was Google für die allgemeinen Informationen darstellt, das wollte Thomson als High End-Anbieter für Spezialinformationen sein.
Laut Forbes Magazine ist die Familie Thomson die reichste in Kanada. Kenneth Thomson selbst galt als neuntreichste Person der Welt, er steigerte sein Privatvermögen von 500 Millionen US-Dollar 1976 auf eine geschätzte Höhe von etwa 19,6 Milliarden US-Dollar 2006; die Thomson Corp. hatte 2006 einen Börsenwert von 29,5 Milliarden US-Dollar Thomsons größte Gabe war jedoch sein Talent, fähige und visionäre Menschen zu entdecken, zu fördern und ihnen zu vertrauen.
Thomson sprach selten in der Öffentlichkeit und wenn, dann über seine große Leidenschaft, die Kunst. Ein besonderes Augenmerk richtete er auf kanadische Maler wie Cornelius Krieghoff, Paul Kane und die „Group of Seven“. 2002 schenkte er der Art Gallery of Ontario Kunstwerke im Wert von über 300 Mio. Dollar. Unter den 2000 geschenkten Kunstwerken war das bis dahin teuerste Gemälde eines alten Meisters, das jemals ersteigert wurde: Der „Betlehemitische Kindermord“ von Peter Paul Rubens (siehe Link zu Tag der unschuldigen Kinder). Das Gemälde hatte Thomson 2002 bei einer Auktion von Sotheby’s für 49,5 Millionen englische Pfund erworben. Zusätzlich spendete er der Gallery noch 70 Millionen US-Dollar für deren Umbau und Erweiterung nach Plänen des Stararchitekten Frank Gehry.
Er hinterließ seine Frau Marilyn (geb. Nora Marilyn Lavis), die Kinder David, Peter und Lynne und deren Familien. Sein geschäftlicher Nachfolger wurde sein Sohn und Erbe David, der zuvor schon seit 2002 Vorsitzender der Thomson Corp. gewesen war.